# Francesca Martinez
Francesca Martinez (Varese, 24 dicembre 1975) è un'attrice, ex modella e conduttrice televisiva italiana.

## Biografia
Ha una laurea specialistica in relazioni pubbliche ed ha studiato recitazione presso la scuola Bracco di Roma.
Nel 2005 conquista la copertina di maggio della rivista Fox e da lì inizia a collaborare con diverse aziende di intimo.
Nell'estate 2006 ha condotto dall'Italia il programma On the Road (Italia 1), insieme a DJ Ringo ed altre due sue omonime. Ha condotto inoltre la trasmissione Fuori di testa, mandata in onda dalle reti Mediaset, e anche un programma sui motori trasmesso dal canale nazionale Odeon TV. Ha svolto il ruolo di inviata e di giornalista. Partecipa a diversi video musicali, tra cui due di Giorgio Prezioso, dee-jay di Radio Dee-jay, allora suo compagno.
È stata per sei anni, una delle vallette della trasmissione Vivere meglio, in onda su Rete 4. Ha partecipato a diverse sit-com in onda sui canali Mediaset. Ha recitato in alcuni cortometraggi di produzione indipendente.
Ha condotto fino al 2020 su Automototv, canale 148 di Sky, le trasmissioni televisive Braaap e Ruote Basse. Ha lavorato come Guest su QVC canale 32, fino al 2022.
Oggi vive con la sua adorata cockerina Vicky, adottata e lavora come marketing manager in una agenzia assicurativa di Milano.
Molto riservata, detesta i social e non si sa nulla della sua vita privata. 